# Passerina
Genul Passerina este un grup de păsări din familia cardinalilor (Cardinalidae). Deși nu sunt înrudite îndeaproape cu păsările din familia Emberizidae, ele sunt uneori cunoscute ca presuri nord-americane.
Masculii prezintă culori vii în sezonul de reproducere; penajul femelelor și al păsărilor imature este mai tern. Au coada scurtă și picioare scurte și subțiri. Au un cioc mai mic decât alte Cardinalidae; iarna se hrănesc în principal cu semințe, iar vara cu insecte.

## Taxonomie
Genul Passerina a fost introdus de ornitologul francez Louis Pierre Vieillot în 1816. Specia tip a fost desemnată în 1840 ca presură indigo (Passerina cyanea) de către zoologul englez George Robert Gray. Denumirea genului provine din latinescul passerinus care înseamnă „asemănător cu o vrabie”.
Genul conține 7 specii:
- Passerina caerulea – botgros albastru
- Passerina cyanea – presură indigo
- Passerina amoena – presură azurie
- Passerina versicolor – presură curcubeu
- Passerina ciris – presură multicoloră
- Passerina rositae – presură cu burtă roșie
- Passerina leclancherii – presură cu burtă galbenă

## Galerie

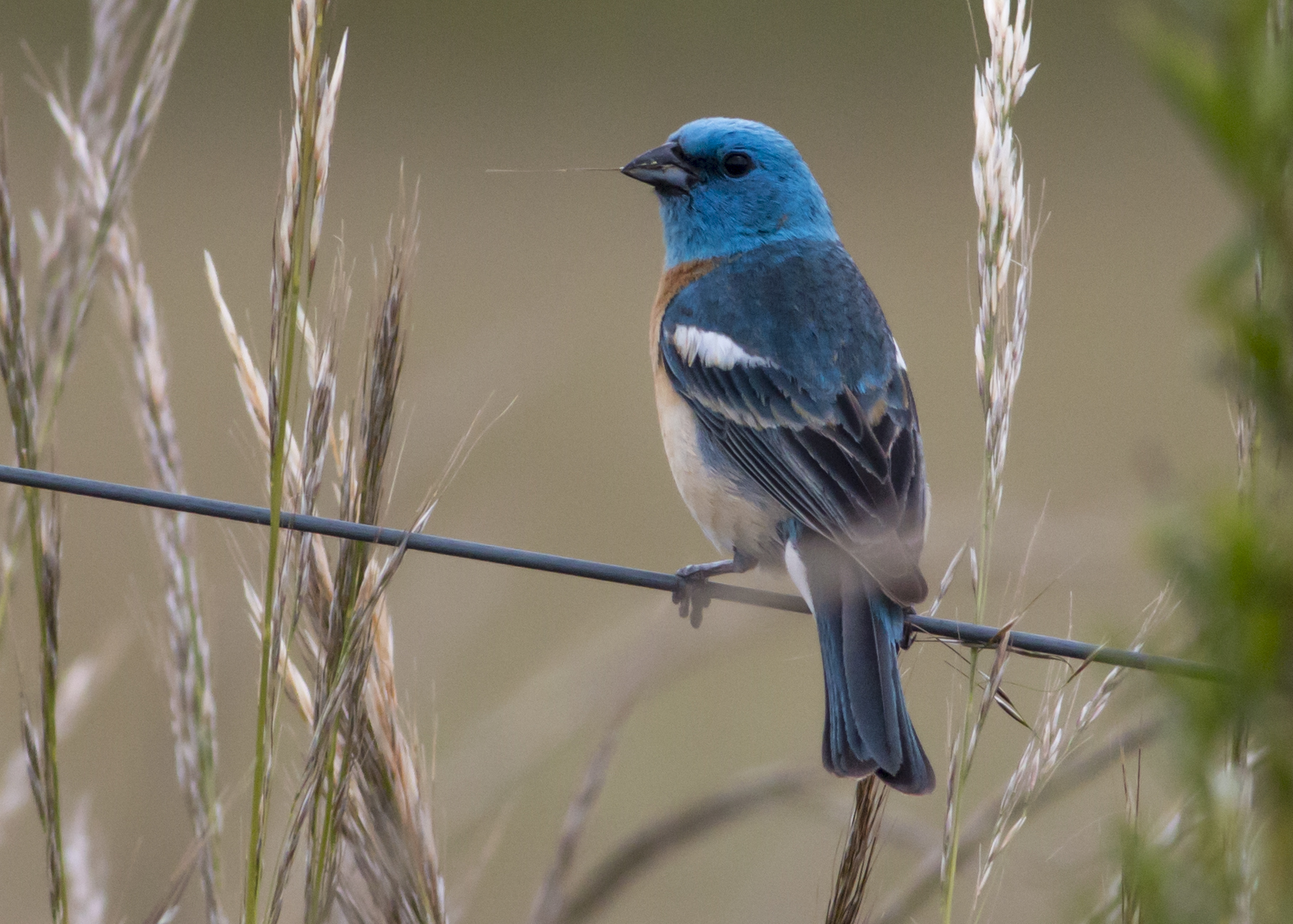
Presură azurie
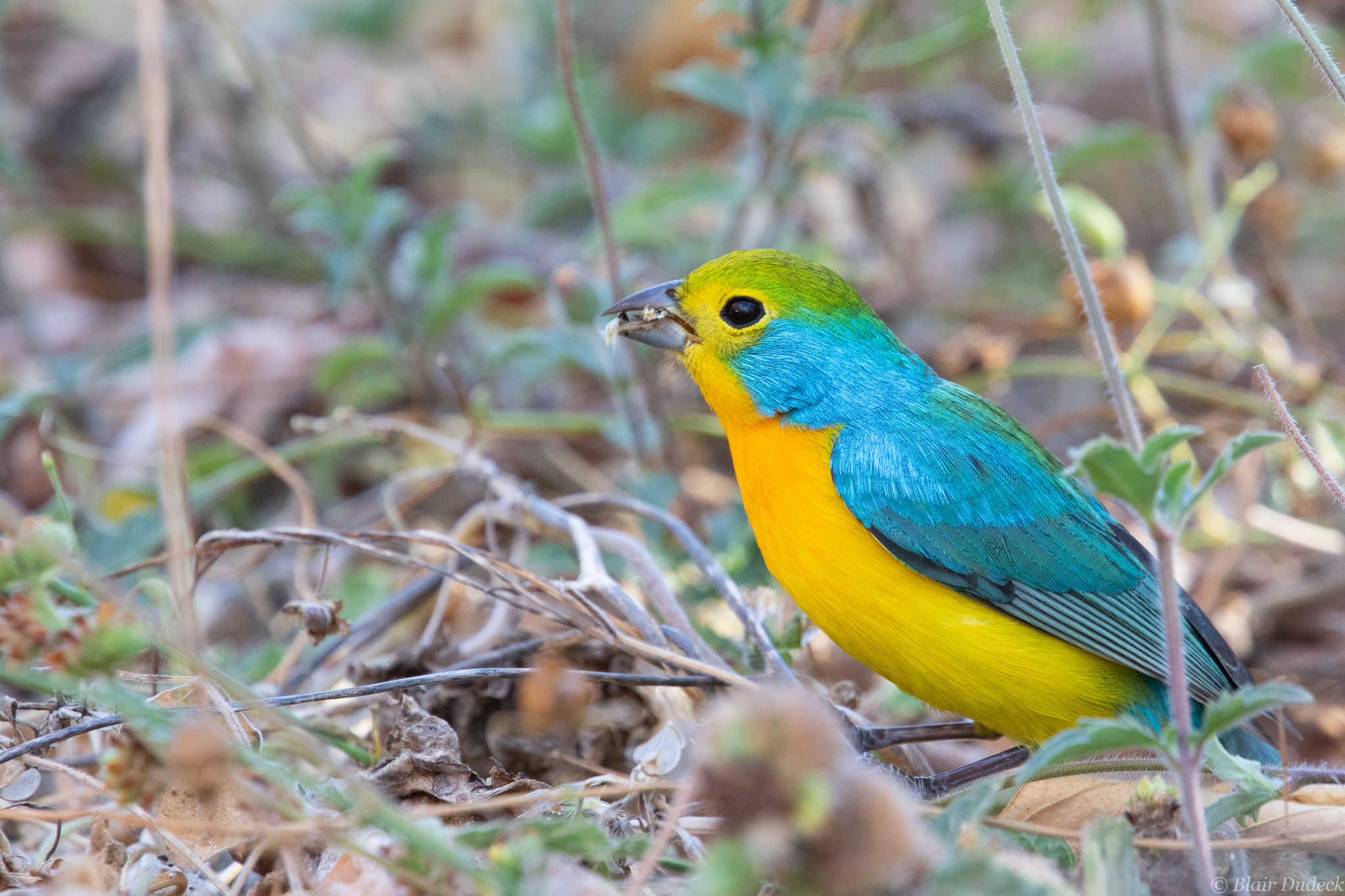
Presură cu burtă galbenă
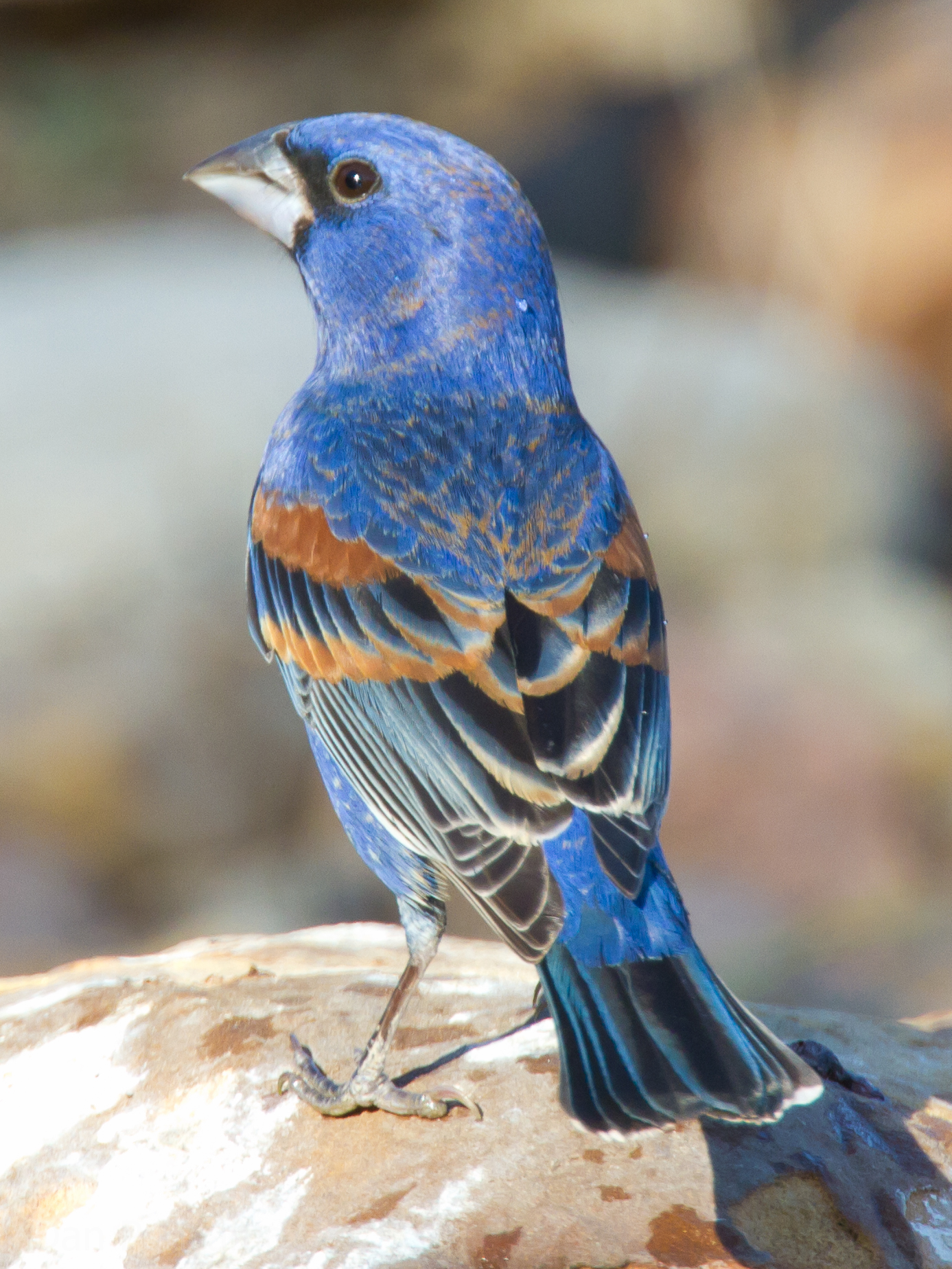
Botgros albastru
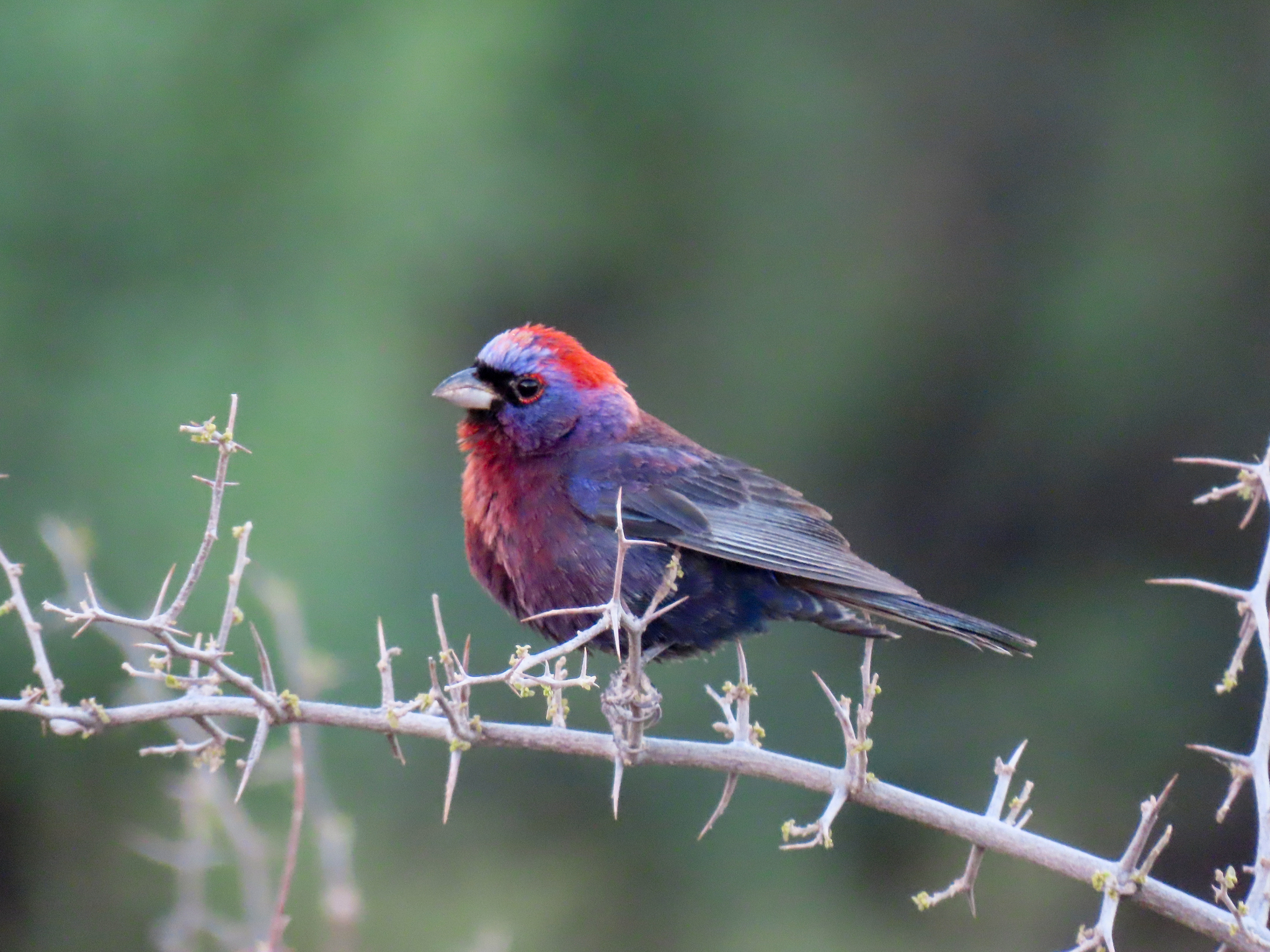
Presură curcubeu